# André Teles
André António Rosário Teles (sinh ngày 6 tháng 4 năm 1997 in) là một cầu thủ bóng đá người Bồ Đào Nha thi đấu cho Marítimo B ở vị trí tiền vệ.

## Sự nghiệp bóng đá
Ngày 18 tháng 5 năm 2013, André Teles có màn ra mắt cho Marítimo B trong trận đấu tại Campeonato de Portugal 2015–16 trước Camacha.